# Chevrolet
Chevrolet (tudi Chevy) je ameriška avtomobilska znamka , ki jo trži General Motors (GM). 

## Zgodovina
Chevrolet sta ustanovila Louis Chevrolet in William C. Durant. Louis Chevrolet je bil dirkač, rojen 25. decembra 1878 v švicarskem mestu La Chaux de Fonds. William Durant, ki je leta 1910 ustanovil General Motors, je zaposlil Chevroleta, da bi tovarni povrnil sloves v avtomobilski industriji. Za Buick Motor Company, ki prav tako sodi pod GM, je Chevrolet nastopal na promocijskih dirkah.
3. novembra 1911 je Chevrolet napovedal svoj prvi avtomobil, kot konkurenco uspešnemu Fordovem modelu T . Leto kasneje je bil proizveden The Classic Six, potovalna limuzina za pet potnikov opremljena s 4,9 litrskim 6-cilindričnem motorjem z najvišjo hitrostjo 104 km/h .